# 2014 Vasilevskis
Vasilevskis (asteroide 2014) é um asteroide da cintura principal, a 1,7176324 UA. Possui uma excentricidade de 0,2852269 e um período orbital de 1 360,63 dias (3,73 anos).
Vasilevskis tem uma velocidade orbital média de 19,2137322 km/s e uma inclinação de 21,3817º.
Esse asteroide foi descoberto em 2 de Maio de 1973 por Arnold Klemola.